# 张兴海
张兴海（1963年8月—），男，汉族，重庆人，中华人民共和国政治人物，无党派人士，第十三届全国人民代表大会重庆市代表。小康股份创始人。

## 生平
2018年2月24日，当选为第十三届全国人大代表。